# Jakub (Bańska Bystrzyca)
Jakub – (niem. Sankt Jakob , węg. Szentjakabfalva ) – dawniej samodzielna wieś, od 1960 r. dzielnica Bańskiej Bystrzycy w środkowej Słowacji.

## Położenie
Leży ok. 4 km na północ od Bańskiej Bystrzycy, w dolinie rzeki Bystrica, która tworzy tu granicę między Górami Kremnickimi a Starohorskimi Wierchami. Obejmuje część doliny (idąc w jej górę) od wylotu doliny Sásovskiego potoku po wylot dolinki Pancierovo.
Przez Jakub przebiega linia kolejowa nr 170 Zwoleń – Vrútky, a także droga krajowa nr I/59 (z Bańskiej Bystrzycy do Rużomberku),.

## Historia
Powstała jeszcze w średniowieczu, w czasach intensywnego rozwoju górnictwa rud metali, głównie miedzi, w rejonie Bańskiej Bystrzycy, na terenie należącym do tego miasta. Jako część Bańskiej Bystrzycy była wzmiankowana już w XIII wieku. Należała pierwotnie do przedsiębiorców górniczych z Bańskiej Bystrzycy, a następnie od przełomu XV/XVI w. do zajmującej się górnictwem i hutnictwem potężnej spółki Turzonów i Fuggerów pod nazwą Ungarischer Handel. W 1546 r. większość majątku przejęła cesarska komora górnicza, która zarządzała nim do 1848 r. Pozostała część wsi należała do Bańskiej Bystrzycy. Komora wybudowała tu kuźnicę miedzi, walcownię drutu i walcownię miedzianych blach, w których przetwarzano głównie surowce z niedalekiej Španiej Doliny. Działały tu także dwa tartaki, kamieniołom wydobywający kamień wapienny oraz piec do wypalania wapna.
Podczas słowackiego powstania narodowego w 1944 r. w okolicy doszło do licznych bitew, w wyniku których zniszczeniu uległ m. in. górujący nad miejscowością most kolejowy (później odbudowany). Po upadku powstania Jakub był okupowany przez wojska niemieckie, a został uwolniony spod niemieckiej okupacji 4 kwietnia 1945 roku.
W przeszłości (do połowy  XX w.) Jakub znany był również z rzeźbienia krzyży religijnych. Od II połowy XX w. większość zatrudnionych pracuje w Bańskiej Bystrzycy lub w papierniach w Harmancu.

## Zabytki
W centrum miejscowości znajduje się pochodzący z początków XIV w. katolicki kościół pw. św. Jakuba Starszego. Murowany w stylu gotyckim, jest najstarszą budowlą Jakuba. Za czasów Austro-Węgier rzadki późnogotycki ołtarz panelowy ze scenami z życia św. Jakuba został przeniesiony z niego do Ostrzyhomia na Węgrzech. Obecnie w kościele znajduje się jego replika. O starożytności budynku świadczą, oprócz architektury, dzwon z 1486 roku, jeden z najstarszych na Słowacji, oraz renesansowe, drewniane, malowane stalle z niemieckimi napisami, pochodzące z przełomu XVI i XVII wieku.